# Агартала
Агартала е столицата на индийския щат Трипура и е един от най-големите градове в Североизточна Индия. Градът е седалище на правителството на Трипура. Намира се на брега на река Хаора, близо до границата с Бангладеш, на около 90 км източно от столицата на Бангладеш Дака и около 2499 км  от столицата на Индия Ню Делхи. Агартала е част от мисията за интелигентни градове, водеща програма на индийското правителството. Агартала е и третият международен интернет портал на Индия след тези в Мумбай и Ченай.

## Етимология
Името Агартала е производно на две думи – „агар“, ценно парфюмно и тамяново дърво от род Aquilaria, и „тала“, което означава „отдолу“, препратка към гъстотата на дърветата агар в региона.

## История
Един от най-ранните крале на Трипура е Патардан през 1900 г. пр.н.е., много преди династията Маникя. Според фолклора Читрарат, Дрикпати, Дхармафа и Локнат Дживандаран са били важни царе в Агартала във вековете преди новата ера. 
В миналото Трипура е бил столица на няколко индуски кралства. Въпреки че не е открита хронология на владетелите, записите разкриват, че областта е била управлявана от цели 179 индуски владетели, като се започне от митологичния крал Друхя до последния крал на Трипура, Кирит Бикрам Кишор Маникя. Трипура попада и под властта на моголите, а през 1808 г. – под управлението на британците.

## География и климат
Агартала е разположен в равнина по поречието на река Хаора, въпреки че в северните си части градът се простира и до ниско разположени хълмове. 
Градът има влажен субтропичен климат (съгласно климатичната класификация на Кьопен: Cwa) с влияние на мусони, малко по-хладен от тропичен саванен (Aw) или тропичен мусонен климат ( Am ). Големи количества дъжд падат през цялата година, с изключение на сухия „зимен“ или „хладен“ сезон. Летата са дълги, горещи и влажни, и продължават от април до октомври. Средните температури са около 28° С с вариращи валежи. Зиматна е кратка и мека, и продължава от средата на ноември до началото на март, с предимно сухи условия и средни температури около 18° С. Най-доброто време за посещение е от септември до февруари. Лятото е дълго и изключително горещо с много слънчева светлина и топли дни. През този сезон вали често и градът може да бъде наводнен. Река Хаора тече през града и прелива по време на мусоните.

## Демография
Съгласно преброяването от 2011 г. Агартала има общо население от 400 004 души, от които 200 132 мъже и 199 872 жени. Населението във възрастовия диапазон от 0 до 6 години е 35 034 души. Общият брой на грамотните в Агартала е 344 711 души, което представлява 86,18% от населението, с грамотност при мъжете от 87,53% и грамотност при жените от 84,82%. Ефективният процент на грамотност на населението на възраст 7+ в Агартала е 94,5%, от които процентът на грамотност при мъжете е 96,2%, а процентът на грамотност при жените е 92,8%. Съотношението между половете в Агартала е 999 жени на 1000 мъже. Вписаните касти и вписаните племена са съответно 77 663 и 19 767.
През 1941 г. Агартала има население от 17 693 души. До 1991 г. населението е нараснало до 157 358 души.